# Kazé
Kazé es una distribuidora audiovisual francesa especializada en anime. Fundada en 1994, la empresa realizó su debut con Crónicas de la guerra de Lodoss publicada en VHS.
Después de 15 años, en 2010 se incorporó el acento al nombre de la editorial con el fin de dejar más clara su pronunciación. Kazé ha publicado numerosas series de animación japonesa en Francia y sigue siendo uno de los mayores editores independientes que operan en el campo del video y el manga en Europa.
En 2005, Kazé lanzó su sello discográfico Wasabi, que se especializa en J-Pop y J-Rock. En los últimos años, la editorial ha diversificado sus actividades mediante la publicación de películas de animación japonesas en el cine (Appleseed, Origin, The Crossing of the time) y 2007 Shinobi, su primera película rodada para las pantallas francesas.
En julio de 2009, Kazé lanza su propio canal de televisión llamado KZTV (Kazé TV) dedicado a la animación japonesa.
El 28 de agosto de 2009, Kazé anuncia su adquisición por la compañía japonesa subsidiaria VIZ Media Europe de Shogakukan, Shueisha, ShoPro (Hitotsubashi Group).
La compañía también publicó algunos animes en Italia, España, Reino Unido y Alemania.

## Anime publicados en Francia
- Bleach

## Anime publicados en España
- Black Lagoon

## Anime publicados enReino Unido
- Bakuman

## Anime publicados en Italia
- Hellsing Ultimate

## Anime publicados en Alemania
- Fairy Tail